# St. Martinus (Esenhausen)

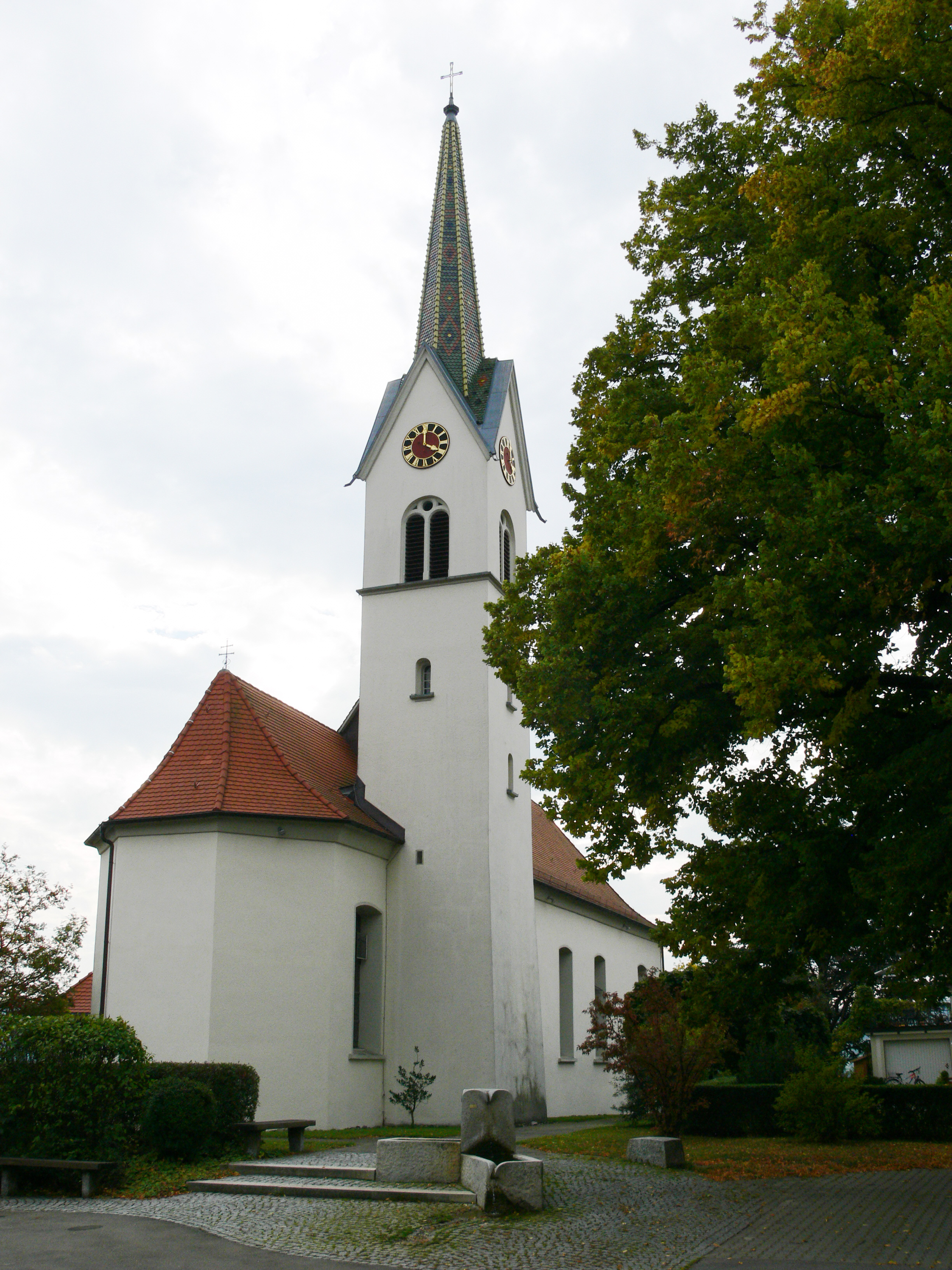
St. Martinus in Esenhausen

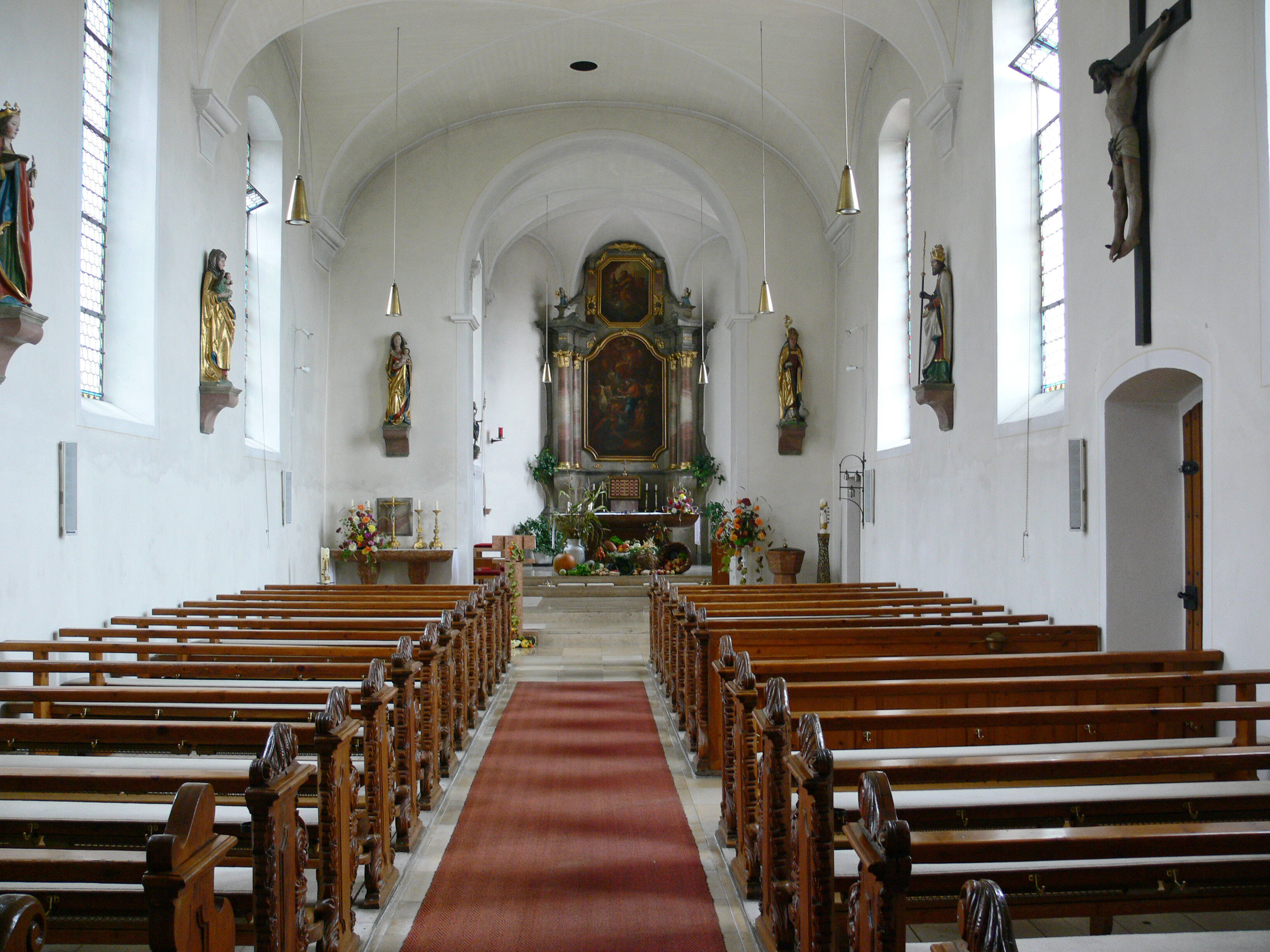
Innenansicht

Die römisch-katholische Pfarrkirche St. Martinus steht in Esenhausen, einem Gemeindeteil von Wilhelmsdorf im Landkreis Ravensburg in Baden-Württemberg. Sie ist beim Landesamt für Denkmalpflege Baden-Württemberg als Baudenkmal eingetragen. Die Kirchengemeinde gehört zum Dekanat Allgäu-Oberschwaben in der Diözese Rottenburg-Stuttgart.

## Beschreibung
Die Saalkirche wurde 1761 erbaut. Sie besteht aus einem Langhaus, einem eingezogenen, dreiseitig geschlossenen Chor im Osten, einem Chorflankenturm, dessen untere Geschosse aus dem Mittelalter stammen, an seiner Nordwand und der Sakristei an seiner Südwand. Das Portal befindet sich an der Westseite des Langhauses. Der mittelalterliche Chorflankenturm wurde um ein Geschoss aufgestockt, das den Glockenstuhl beherbergt, und mit einem spitzen Helm bedeckt. In den Giebeln befinden sich die Zifferblätter der Turmuhr.
Zur Kirchenausstattung gehört ein 1769 gebauter Hochaltar, auf dessen Altarretabel das Abendmahl Jesu von Johann Georg Mesmer dargestellt ist. Zwei spätgotische Statuen werden Jakob Russ zugeschrieben. Die Orgel mit 15 Registern auf zwei Manualen und Pedal wurde 1963 als Opus 755 von Gebr. Späth Orgelbau errichtet.